# دانیل بنتلی
دانیل بنتلی (انگلیسی: Daniel Bentley؛ زادهٔ ۱۳ ژوئیهٔ ۱۹۹۳) بازیکن فوتبال اهل بریتانیا است.
از باشگاه‌هایی که در آن بازی کرده‌است می‌توان به باشگاه فوتبال ساوتند یونایتد و باشگاه فوتبال براینتری تاون اشاره کرد.